# پارچین (صربستان)
پارچین (به صربی: Parčin) یک منطقهٔ مسکونی در صربستان است که در الکساندراواک واقع شده‌است. پارچین ۲۶۶ نفر جمعیت دارد.